# Csillag kontra Gonosz Erők
A Csillag kontra Gonosz Erők (eredeti cím: Star vs. the Forces of Evil) 2015 és 2019 között futó amerikai televíziós 2D-s számítógépes animációs kalandsorozat, amelyet Daron Nefcy alkotott, a második nő, aki a Disney Television Animation-nek készít rajzfilmet, de egyben az első is, aki a Disney XD-nek alkot.
Az első betekintő részt 2015. január 18-án adták le az amerikai Disney Channel-en, de hivatalosan 2015. március 30-án mutatták be a Disney XD-n. Magyarországon a Disney Channel mutatta be 2015. augusztus 16-án.
A sorozatnak 2015. február 12-én berendelték a második évadát, még a Disney XD-n lévő premierje előtt. 2016. március 6-án megújították még egy évadra, illetve 2017. február 28-án, közvetlenül a második évad utolsó epizódja után, és annak elképesztő nézettségének köszönhetően, a Disney a negyedik évadot is berendelte. Az első három évadot a Disney XD adta le Amerikában, a negyedik évadot már a Disney Channel sugározta, miután a csatorna több animációs sorozat vetítését is átvette 2018-tól.

## Évadösszegzés

### Első évad
Pillangó Csillag egy varázslatos hercegnő a Mewni nevű dimenzióból. 14. születésnapjára megörökli a családi varázspálcát, de a szülei úgy gondolják, rakoncátlan és felelőtlen viselkedése miatt nem tud bánni egy ilyen nagyhatalmú eszközzel (mi sem bizonyítja ezt, minthogy a pálca legelső kipróbálásánál felgyújtotta a kastélyukat). Ezért úgy gondolják, elküldik őt egy biztonságosabb dimenzióba, a Földre, hogy ott tanuljon a hibáiból. Itt Csillag átlagos, 14 éves kamaszként kénytelen iskolába járni, miközben egy kedves latin-amerikai család, Diaz-ék elszállásolják őt. A család fiúgyermeke, Marco Diaz lesz Csillag legjobb barátja a Földön, aki egyben partnere is lesz a kalandjaiban. Csillag nemcsak varázsolni képes, de van egy különleges ollója is, ami lehetővé teszi, hogy különböző dimenziókba utazhasson. Utazásai során Marco is vele tart. Csillag a Földön nem titkolja varázslatos képességeit, és más dimenzióból való származását, és önfejű viselkedése miatt gyakran sodorja kalamajkába a körülötte lévőket egy kis mágiával. Általában saját akarata szerint cselekszik, és csak nagyon kevés esetben hallgat másokra, de csupavidám személyiségével mindig igyekszik a legjobbat kihozni mindenből, még ha a dolgok véletlenül rosszra is fordulnak. A kalandos mindennapok alatt Csillag próbál alkalmazkodni földi élethez, miközben a szülei elvárásainak megfelelően próbál egyre többet tudni a varázserejéről, a képességeiről, illetve eleget tesz azon kötelezettségeinek, melyek hercegnőből királynővé váló fejlődéséhez szükségesek.
Közben egy másik nehéz feladattal is meg kell birkóznia: meg kell védenie a pálcáját gonosz erőktől, akik saját érdekeikre akarják felhasználni annak hatalmát. Csillag legfőbb ellensége, Ludo, egy apró termetű, madár alakú lény, aki bumfordi szörnyseregével próbálja megszerezni magának a pálcát, de Csillag varázslatai és leleményességével szemben mindig alul marad.
Egy másik veszélyes ellenség még Csillag életében, Toffee, egy intelligens, manipulatív sárkánygyík, akinek szintén Csillag pálcájára fáj a foga, de neki egész más szándékai vannak. Toffee kezdetben Ludo-nak dolgozik, és különböző furmányos ötleteivel segíti őt a pálca megszerzésében, miközben a saját céljai megvalósításán fáradozik. Egy idő után Ludo-t is félreállítja az útjából, és a maga oldalára állítja a szörnyseregét.
Az évad végén Toffee elraboltatja Marcót, és a szabadságáért cserébe Csillag pálcáját követeli. Csillag tehát útra kell Ludo egykori kastélyába, hogy megmentse a barátját. Megpróbálja felvenni a harcot Toffee ellen, de, mivel ő jól ismeri a varázslatait, és pontosan tudja, hogyan védekezzen ellene, így rájön, hogy nincs esélye. A barátjáért aggódva végül nem marad más választása, mint átadni a pálcát. Csakhogy Toffee, felfedvén valódi szándékát, nem a pálca hatalmát akarja, hanem annak elpusztítását, amire Csillag egy különleges varázsige segítségével képes is. Nehéz szívvel, de végül megteszi. Ahogy a pálca elpusztul, egy hatalmas robbanás kíséretében minden mást is elpusztít maga körül, az esemény egyedüli túlélői Csillag, Marco, és Ludo lesz. Ludo a történtek miatt örök bosszút esküszik Csillag ellen, mielőtt távozik egy másik dimenzióba. Csillag pálcája ezután varázslatos módon ujjá éled, és új formát ölt. Csillag örül, hogy végül minden szerencsésen alakult, de a szülei aggódnak, hogy a pálca hatalma beszennyeződhetett. Ezt az is bizonyítja, hogy a varázskristály, amely az erejét működteti, megrepedt, ráadásul csak az egyik fele került elő a robbanás után. A másik fele még most is a kastély romjai közt hever, méghozzá Toffee halott csontváza között.

### Második évad
Csillag új pálcája számtalan új nehézséget okoz neki, melyekkel nem könnyű boldogulnia. Keményen folytatja varázsképességeinek fejlesztését, melyben segítségére van a nagy családi varázskönyve, illetve a könyv lakója, Glossaryk, egy különleges varázslény, aki már nemzedékek óta minden Pillangó királynő kiképzéséért felel. Csillag megtanulja, hogy pálca nélkül is képes varázsolni, de csak akkor, ha "mélyre ás", amely tulajdonképpen azt jelenti, hogy lélekben is át kell éreznie a varázslás lényegét. Emellett megpróbálja kiteljesíteni a "mewberti" formáját, amellyel képes pillangószárnyakat növeszteni, és repülni velük.
Ezalatt Ludo megtalálja Csillag pálcájának másik felét, melyet a sajátjaként kezd használni. Új segítőtársakat, és új búvóhelyet keres magának, miközben egy újfajta gonosz terven töri a fejét. A pálcája egyébként beszélni is képes hozzá, és ő tanácsolja neki, mit, hogyan tegyen. Tőle tudja meg, hogyha megfelelően akarja használni a varázslatot, ahhoz meg kell szereznie a Pillangó család nagy varázskönyvét, melyben le van írva minden, amit a varázslásról tudni kell. Így Ludo a könyv elrablását tűzi ki új célul.
Csillag felfedezi, hogy a varázslatai már nem úgy működnek, mint régen, mert valami beszennyezi a pálcáját. Hogy megtudja, mi az, behatol a pálca belsejébe, ahol egyre több dolgot tud meg a családja múltjáról. Kideríti, hogy egyszer régen az édesanyja "Rettenthetetlen Hold" néven, csatában legyőzte Toffee-t. Egy sötét varázslattal levágta a középső ujját, és ezzel megfosztotta őt sebezhetetlenségétől. Ezáltal Csillag azt is felfedezi, mi az, ami beszennyezi a pálcáját: Toffee levágott ujja. Sikerül megszereznie, és ezzel helyreállítja a varázslatait.
Az évad során Marco elkezd járni gyermekkori szerelmével és osztálytársával, Jackie Lynn Thomassal. Csillag látszólag örül a boldogságuknak, de legbelül mardossa a féltékenység, és egyre inkább úgy érzi, vonzódni kezd Marcóhoz.
Közben valami, valahonnan, titokzatos módon elszívja az univerzumból a varázslatot. A probléma súlyos tanácskozásra készteti a Varázs Bizottságot, kik az univerzum varázslatának védelméért felelnek. Tagjai: Hekapoo, aki a dimenziók közti egyensúlyt tartja fenn, Rhombulus, az igazságosztó és varázskristály készítő, Omnitraxus, a tér-idő kontinuum teremtője és őre, Lekmet, a gyógyító és életerő adó, valamint Pillangó királynő, a Bizottság legújabb tagja. Közös erővel próbálják megtalálni a szivárgás okát, és meggátolni, mielőtt a kár még súlyosabb lenne.
Időközben Ludo megszerzi a Pillangó család nagy varázskönyvét, és ezzel együtt Glossarykot is elrabolja. Csillag megpróbálja őt megmenteni, de mivel Glossaryknak kötelessége a könyv gazdáját szolgálnia, aki most már Ludo, így Csillag nem tehet semmit. Mivel Glossaryk az univerzum egyik leghatalmasabb lénye, emellett a Varázs Bizottság alapítója, így nélkülözhetetlen a Bizottság számára, akik tervet szőnek a megmentésére. Ludo a pálcájától megtudja, hogy a varázskönyvben van egy fejezet, tiltott, sötét varázslatokról, amit Glossaryk már megmutatott Csillagnak is, de ő képes volt ellenállni a sötét hatalom csábításának. Ludo ellenben nem képes, s mikor elolvassa a fejezetet, az ott leírt varázslatok hatására Toffee birtokba veszi a testét (az ő lelke végig a pálca kristályában volt, onnan beszélt Ludóhoz). Továbbá ő felelős a varázslat elszívásáért az univerzumból, és most, hogy már a Glossaryk is a karmai közt van, új szintre emelheti a tervét.
Marco ráébred, hogy Csillag szerelmes belé, de nem tudja, hogyan viszonyuljon a dologhoz, mert nem akarja tönkretenni a barátságukat, és ez Csillag részéről is így van. Közben a Varázs Bizottság megrohamozza Ludo rejtekhelyét, hogy megmentsék Glossarykot. De Toffee újra birtokba veszi Ludo testét, és elsöprő csatában elszívja a Bizottság minden tagjának az erejét, egyedül Holdnak sikerül megmenekülnie az ütközet során. Sürgősen a Földre megy, és informálja Csillagot a közelgő veszélyről, mihamarabb sürgetvén, hogy hazatérjenek Mewni-ra. Csillag érezvén a helyzet súlyosságát, a távozás mellett dönt, ám, hogy megkímélje a barátait távozása valódi okától, azt hazudja, hogy a Marco iránti viszonzatlan szerelme miatt nem maradhat itt tovább. Mielőtt Marco megbeszélhetné vele a dolgot, Csillag se szó, se beszéd, távozik a Földről.

### Harmadik évad
Miután Hold és Csillag visszatérnek Mewni-ra, Hold egy rejtett menedékhelyre viszi a lányát, ahol reményei szerint vissza tudja állítani a Varázs Bizottság erejét is. De, mivel Toffee már a Bizottság minden tagjának erejével rendelkezik, így az univerzum minden varázslatát beszennyezte, köztük Csillagét is. Csillag nem érti, az anyja, miért tartja olyan veszélyesnek Toffee-t, mígnem Hold felfedi, hogy Toffee egykor megölte az édesanyját, hogy átvegye Mewni felett az uralmat. Holdnak nagyon fiatalon kellett királynővé válnia, és megvédenie a birodalmat Toffee-tól és hadseregétől, akik ráadásul halhatatlansággal rendelkeztek. Ezért Hold Eclipsához fordult. Eclipsa, Mewni egykori királynője, aki már évszázadok óta egy kristálybörtönben raboskodik, amiért régen elárulta a birodalmat, lepaktált a szörnyekkel, és sötét varázslatokat szabadított Mewni-ra (ő írta a nagy varázskönyvben a tiltott varázsigék fejezetét). Holdnak szüksége volt az egyik ilyen varázsigére, hogy legyőzze a szörnyeket, ezért alkut kötött Eclipsával: ő megtanítja neki a varázsigét, de, amint az ellensége meghal, Eclipsa kiszabadul a börtönéből. Így hát Eclipsa legsötétebb varázsigéjével Hold legyőzte a szörnyeket, élükön Toffee-val, akit megfosztott a középső ujjától. Hold szerint Toffee végső célja, hogy visszaszerezze az ujját, s általa a halhatatlanságát, ennek elérésében pedig mindenre képes, ezért kell elrejtőzniük előle.
Toffee tervének következő lépése, hogy bevegye a Pillangó kastélyt. Ám úgy véli, Glossaryk túlságosan nagy befolyással van Ludóra, ezért elégeti a varázskönyvet, hogy megszabaduljon tőle. Ezután varázslattal lerohanja Mewni-t, és átveszi a királyság feletti uralmat. Időközben Marco a dimenziók közti olló segítségével megérkezik Mewni-ra, és titkos ellenállásba kezd Pillangó királlyal, és még néhány alattvalóval. Miután Csillag is értesül a történtekről, az anyja tiltása ellenére visszatér a kastélyba, hogy helyreállítsa a rendet.
A suttogó varázslat segítségével (mellyel az első évad végén elpusztította a pálcáját) felrobbantja a kristályt, melyben Toffee lakozik. Csakhogy a robbanás következtében ő is odavész, és a lelke ugyanoda kerül, ahol jelenleg Toffee is lakozik. Immár ő és Toffee felváltva bitorolják Ludo testét, de Toffee jóval erősebb Csillagnál, illetve megzsarolja Holdat, hogyha nem kapja vissza a levágott ujját, megöli Csillagot. Hold végül megadja neki, amit kér, remélve, hogy így megmentheti a lányát. Amint Toffee visszakapja az ujját, újra sebezhetetlenné válik, és visszanyeri eredeti fizikai formáját – csakhogy elpusztítja a kristályt, mielőtt még Csillag kiszabadulhatna onnan.
Csillag ezután egy sötét, túlvilághoz hasonló helyre kerül, ahol találkozik Glossarykkal. Az ő tanításai alapján újra elsajátítja a "mélyre ásás" varázslási módot, és végre kiteljesíti "mewberti" formáját, amely által újfajta fizikai formát ölt, és még a pálcáját is életre kelti. Újonnan szerzett hatalmával egy szempillantás alatt elpusztítja Toffee-t. Amint a velejéig gonosz szörnyeteg végleg elpusztul, az univerzum varázsereje helyre áll, Mewni-ban pedig visszatér a béke. Miközben mindenki a Toffee felett való győzelmüket ünnepli, Hold ráeszmél, hogy most, hogy Toffee meghalt, az Eclipsával kötött alkuja életbe lép. A sötétség királynője kiszabadul rabságából.
Csillag találkozik Eclipsával, és rájön, hogy nem is olyan gonosz, mint, amilyennek mindenki beállítja. Hold és a Varázs Bizottság vissza akarja zárni őt a kristálybörtönébe, de Csillag meggyőzi őket, hogy tartsanak egy tisztességes tárgyalást, ahol dönthetnek a sorsa felett. A tárgyalás megkezdéséig Eclipsát házi-őrizetben tartják. Eközben még számtalan érdekes dolog történik a birodalomban: Marco egy fordított cserediák-program keretében Mewni-n folytatja a tovább a tanulmányait, és hivatalosan ő lesz Csillag fegyvernöke (később lovaggá is ütik). Csillag elkötelezett kampányolásba kezd, hogy közelebb hozza egymáshoz Mewni szörny- és emberlakosait. Továbbá felfedezi, hogy a belső varázserejével képes különböző dimenziókba utazni, akár olló segítsége nélkül is, és megpróbálja ezt a képességét a maximumra fejleszteni.
Közben fény derül egy sötét családi titokra is: kiderül, hogy Eclipsának van egy lánya, Pillangó Meteora, akit Csillag és Marco sokáig Miss. Förtelem néven ismer, és többször kerültek már vele összetűzésbe. Meteora Eclipsa és egy szörnyeteg tiltott szerelmének gyümölcse, így egy félvér teremtmény, ami miatt nem illett bele a Pillangó család vérvonalába. Eclipsa tárgyalása előtt nem sokkal Csillag, Hold, és Eclipsa közösen kinyomozzák, hogy Meteora félvér státusza miatt a Varázs Bizottság még csecsemőként száműzte őt a királyságból, minden róla szóló feljegyzést töröltek, trónörökösnek pedig egy hétköznapi parasztlányt tettek meg; ennél fogva viszont az ő összes leszármazottja, köztük Hold és Csillag is, már nem vér szerinti tagjai a Pillangó családnak. A hír teljes sokként éri Csillagot. Ezzel egy időben Meteora is kideríti, hogy eredetileg királyi család leszármazottja, és, miután felszabadítja magában a belső varázserejét, rejtett szörnyképességeivel együtt, a megbántottságtól és haragtól vezérelve elindul, hogy visszafoglalja magának Mewnit.
Meteora képes rá, hogy kiszívja az életet más élőlényekből, ami a saját erejét növeli. Ezen képesség birtokában őrült vérontásba kezd, szerte Mewni-ban. Eclipsa és Hold közösen a nyomába erednek. Eclipsa megpróbál szót érteni a lányával, de a bosszúszomjas Meteora nem hallgat rá, így Hold erőszakkal lép fel Meteora ellen, ám a csata során megsebesül, és csapdába esik egy másik dimenzióban. Meteora ezt követően célba veszi a Pillangó kastélyt.
Hold eltűnése miatt Csillagnak ideiglenesen királynővé kell válnia, ám nem tudja, hogyan birkózzon meg a helyzettel, és a Meteora által fenyegető veszéllyel. Marco vállalkozik rá, hogy megfelelő sereget gyűjt maga köré, akikkel felveszi a harcot Meteora ellen, míg Csillag megkeresi az édesanyját.
Mewni legjobb harcosaival az oldalán harcba lendül, Csillag pedig ezalatt dimenzióról dimenzióra utazik, hogy megtalálja Holdat. Sajnos nem jár sikerrel, ráadásul Hold egy olyan helyen tartózkodik, ahol mostanra már elvesztette minden emlékét. Mikor Csillag eredménytelenül visszatér a királyságba, rémülten tapasztalja, hogy Meteora már átvette a hatalmat, lerombolta a kastélyukat, és Mewni minden lakosának elszívta az életét (köztük Marcoét is). Csillag szemtől szembe megküzd a félelmetes szörnyeteggel, mely során ő is megpróbál szót érteni vele, de Meteora hajthatatlan, és Csillagot is legyőzi. Már csak egy hajszálra lenne attól, hogy elvegye az életét, amikor egy váratlan fordulattal megjelenik Eclipsa, kezében a Pillangó család varázspálcájával. Ráébredvén, hogy Meteora mennyire veszélyessé is vált, nehéz döntést hoz, és végül a legsötétebb varázsigéjével elpusztítja a saját lányát. Abban a pillanatban minden káosz, amit Meteora okozott, helyreáll, és mindenkibe visszatér az élet. Csillag hatalmas boldogságban egyesül a barátaival, családjával.
Tudatában annak, hogy Eclipsa mekkora áldozatot hozott, Csillag kifejezi neki háláját, és végül úgy dönt, lemond a trónról Eclipsa javára, hogy visszaadja neki jogos örökségét. Nem sokkal ezután kiderül, hogy Meteora újjáéledt csecsemő formájában, így Eclipsa visszakapta egy szem gyermekét, és ezúttal alkalma lesz őt rendesen felnevelni. Hálásan megköszöni Csillagnak ezt a lehetőséget.
Az évad legvégén kiderül, hogy Eclipsa férje, Meteora édesapja szintén életben van, és egy ugyanolyan kristálybörtönben raboskodik, mint, amiben Eclipsa volt. Újonnan szerzett varázshatalmával Eclipsa útra kell, hogy kiszabadítsa őt.

### Negyedik évad
Mewni-ban sok változás megy végbe, miután Eclipsa megkezdi uralkodását, mint a birodalom új királynője. Megtiltja a szörnyekkel való igazságtalan bánásmódot, székhelyét a lerombolt Pillangó-kastély helyett egy új, szörnyek számára épített menedékhelyen rendezi be, és igyekszik egyenlőséget teremteni a szörnyek és emberek között. Közben mindennél jobban szeretné kiszabadítani szörny-férjét, a méretváltoztató képességű (ám köztudottan emberevő és vérengző) Globgort kristálybörtönéből, ám a kristály erejét egyedül csak a Varázs Bizottság tudná feloldani. Ők ellenzik a legjobban Eclipsa trónra kerülését, továbbá Mewni ember-lakosságának sincs ínyére, hogy a trónt a "sötétség királynője" bitorolja.  Eclipsa ennek ellenére újra és újra igyekszik bebizonyítani a népnek, hogy igenis jó királynőjük akar lenni, akire számíthatnak. 
Csillag ezalatt egész más utat jár be. Miután megkeresi eltűnt édesanyját, próbálja a családját is hozzászoktatni a döntéshez, hogy Eclipsának adta a trónt. Hold ugyan elfogadja a lánya döntését, de nem ért vele egyet, még annak ellenére sem, hogy valamennyire szimpatizál Eclipsával. Csillag vállalkozik rá, hogy Eclipsa mellett marad, hogy támogassa őt, és segítsen elfogadtatni az emberekkel. Idővel megismeri Eclipsa családjának múltját és történetét: amikor Eclipsa anyja, Szolária királynő volt a trónon, hosszú háborúsorozatok során megkísérelt leszámolni Mewni minden szörnyével. Ehhez félelmetes sereget szervezett maga mellé parasztok ezreiből, akiket természetfeletti erővel ruházott fel. Eclipsa azonban beleszeretett Globgorba, a szörnyek királyába, és ketten együtt véget akartak vetni a népeik közti háborúnak, amit sem Szolária, sem a Varázs Bizottság nem nézett jó szemmel. Szolária végül odaveszett egy csatában, a történtekért pedig Eclipsát tették felelőssé, akire így börtönbüntetés várt. Globgor meg akarta akadályozni, aminek őrült vérontás lett az eredménye, és végül őt  is kristálybörtönbe taszították. Félve, hogy Globgor hasonló pusztítást okozna, amikor kiszabadul, Csillag nem biztos benne, hogy segíthet Eclipsának; tudja, hogy Globgor hírhedtsége aggasztóan hatna Mewni lakosaira, és még ellenségesebbé tenné Eclipsát a számukra. 
Eclipsa hivatalos megkoronázásának napján Globgor rejtélyes módon kiszabadul. A Varázs Bizottság rögtön Eclipsát vádolja, Csillag azonban megkeresi az eltűnt Globgort, akiről kiderül, hogy el akar menekülni Mewni-ról, mert tudja, hogy a jelenléte veszélyt jelentene Eclipsára és Meteorára. Ráébredvén, hogy Globgor egyáltalán nem az a szörnyeteg, mint, aminek mindenki tartja, Csillag meggyőzi, hogy térjen vele vissza a királyságba, és simítsák el ezt a dolgot. Az emberek között ugyan pánikot kelt a szörnyek királyának felbukkanása, és a Bizottság is erőszakkal lép fel ellene, de amikor a tűzharc során Meteora véletlenül veszélybe kerül, Globgor hősiesen megmenti – ez pedig mindenkinek bebizonyítja, hogy félreismerték őt. Eclipsa választást ad az embereknek, hogy hajlandóak-e őt és Globgort elfogadni törvényes uralkodójukként, és miután az emberek többsége igennel felel, Mewni-ban helyre áll a béke. Csillag elégedett a kialakult helyzettel. 
A történtek után Csillag és Marco visszalátogatnak a Földre, ahol nagy örömmel értesülnek róla, hogy Marcónak időközben született egy kishúga, akit Mariposának neveztek el (ami spanyolul pillangót jelent). Közben mindketten elgondolkodnak a jövőjüket illetően: Marco tudja, hogy nem lehet Csillag mellett örökké, mivel a családjával is törődnie kell, illetve főiskolára akar jelentkezni, Csillagnak pedig el kell döntenie, mihez is akar kezdeni az életével, most, hogy többé nem trónörökös. A két fiatal ráébred, hogy még ha különböző irányt is vesz az életük, ez nem kell, hogy éket verjen közéjük. Egyúttal arra is ráébrednek, hogy a köztük lévő barátság túl erős ahhoz, hogy az érzéseik ezt tönkretegyék. Ennek alapján végre őszintén beismerik, mit éreznek a másik iránt, és beteljesítik szerelmüket.  
Csillag megdöbbenve tapasztalja, hogy a belső varázsereje nem megfelelően működik, és nem tud dimenziós portálokat létrehozni. Sem a szüleivel, sem a barátaival nem tud kapcsolatba lépni Mewni-ban. Mindez szörnyű aggodalmat kelt benne, hogy az otthona talán veszélyben van. Marcóval együtt kétségbeesetten próbálnak visszajutni Mewni-ra, mígnem felfedeznek egy földalatti portált, amely kapcsolatot teremt egy különleges dimenzióval: a Mágia dimenziójával. Az univerzum összes varázsereje ezen a helyen gyűlik össze, és az univerzum minden dimenziójába portál nyílik innen (korábban Hold is ezen a helyen tűnt el, és vesztette el az emlékeit). A Mágia dimenzióján keresztül sikerül visszajutniuk Mewni-ba, ahol felfedezik, hogy a Varázs Bizottság vágta el a kapcsolatot Mewni és a Föld között, ugyanis egy szörnyű összeesküvéssel készülnek Eclipsa hatalmának megdöntésére. Újraindították a "Szolária-programot," vagyis természetfeletti erővel ruházták fel Mewni néhány lakosát: elvetemült, masszív, sérthetetlen harcosokká fejlesztették őket, halálos, varázserejű fegyverekkel. A harcosok megrohamozzák Eclipsa kastélyát, és megtámadják a szörnyeket. Globgor harcba száll ellenük, de a csata során súlyos sebet kap, ami legyengíti az erejét. Eclipsa magára marad a támadókkal szemben, mígnem Csillag és néhány barátja a segítségére siet.
Észvesztő csata bontakozik a Szolária-harcosok és a Csillag-Eclipsa vezette sereg között. A harcosokat egy fanatikus Mina nevű tábornok vezeti (aki már több száz éves, és még maga Szolária királynő ideje alatt szolgált). Mina csak akkor hajlandó visszavonulót fújni, ha Globgor és Eclipsa önként átadják magukat. A kaotikus helyzet elrendezésére Hold ajánlja fel a "segítségét," a szörnyek és a saját családja mihamarabbi kimenekítését sürgetve; Eclipsától azonban a nyílt megadást követeli. Csillagban egy világ dől össze, mikor az édesanyja felfedi magát, mint az összeesküvés kitervelője és valódi megszervezője. 
Hold követeli vissza a hatalmat Eclipsától a biztonsága megóvásáért cserébe. Eclipsa nagy nehezen megadja neki, amit kér. Mina azonban nem elégszik meg ennyivel, ő ugyanis a szörnyek teljes elpusztítására törekszik. Amikor Hold ezt egyértelműen nem engedi neki, Mina ellene fordul, és megtámadja őt, Csillagot, Marcót, Eclipsát, és Meteorát egyaránt. A Varázs Bizottság egyik tagja, Hekapoo érkezik megmentésükre, aki elpártolt a Bizottság többi tagjától, és egy biztonságos helyre viszi mind a négyüket, Mewni-tól távol. Hold bánja a tetteit, de Csillag nehezen tud neki megbocsátani, Eclipsa azonban kifejezi a háláját, mivel rájön, hogy Hold közbenjárására szabadította ki a Bizottság Globgort a kristálybörtönből. Csillag úgy érzi, amióta a családja varázserővel rendelkezik, több káoszt okoztak vele, mint amennyit megoldottak, ezért csak egyetlen megoldást lát arra, hogy véget vessen a bajnak: el kell pusztítania a varázslatot egyszer, s mindenkorra. A döntését megbeszéli Glossarykkal, aki szerint a varázslat megszűnésével ő és a Varázs Bizottság többi tagja megszűnnek létezni, egyúttal megszakadnak a dimenziók közti kapcsolatok is. Ez azonban azt jelentené, hogy Marco is visszakerülne a Földre, és Csillag soha többé nem láthatná. Bár tisztában van a kockázattal, Csillag mégis rászánja magát, hogy megteszi, amit meg kell tennie. 
Ő és Marco közösen belépnek a Mágia dimenziójába, ahol a suttogó varázslattal Csillag nekilát elpusztítani a Pillangó család varázspálcáját és vele együtt minden mágiát. Hold, Eclipsa, és Meteora csatlakoznak hozzá, és együttesen kántálják el a varázsigét, valamint megjelennek a Pillangó család egykori királynőinek szellemei, hogy támogassák őket. Közös fáradozásuk sikerrel jár, és a Mágia dimenziója elkezd megsemmisülni. Hold és Eclipsa egyenként elbúcsúznak édesanyjaik szellemétől, Szolária egyúttal végre megbékél a szörnyek iránt, miután elfogadja fél-szörny unokáját, Meteorát. Csillag és Marco könnyes búcsút vesznek egymástól, ahogy mindketten a saját dimenziójuk felé veszik az irányt. Mielőtt a mágia megsemmisül, Glossaryk biztosítja Csillagot, hogy helyes döntést hozott. 
Csillag ezután Mewni-ban találja magát, ahol végre minden helyreállt: a Szolária-harcosok elvesztették erejüket, élükön Minával. Globgor meggyógyult, és újra együtt van a feleségével és a lányával. A Pillangó családnak többé nincs varázsereje, minden újra teljesen normális, emberek és szörnyek végre békében élnek egymás mellett. Csillag azonban mérhetetlenül hiányolja Marcót, egészen addig, míg fel nem fedez egy nyitva maradt dimenzionális portált az égen. Ugyanebben a pillanatban a Földön, Marco is felfedez egy hasonló portált. Lehetőséget látva arra, hogy még egyszer utoljára együtt lehetnek, sebesen a portál felé rohannak, és mielőtt bezárulna, épp csak annyira érik el, hogy a kezüket összeérinthetik.
A sorozat egy utópisztikus befejezést kap: a Föld és Mewni dimenziója összemosódik egyetlen nagy dimenzióvá. Az utolsó jelenetben Csillag és Marco, immár szemtől szemben állva, boldogan üdvözlik egymást.

## Szereplők
| Szereplő                        | Eredeti hang                                     | Magyar hang                                              | Leírás |
| ------------------------------- | ------------------------------------------------ | -------------------------------------------------------- | --- |
| Pillangó Csillag                | Eden Sher                                        | Bogdányi Titanilla                                       | Egy varázslatos hercegnő a Mewni dimenzióból, aki 14 éves korában kap egy varázspálcát. Rakoncátlan viselkedése miatt a szülei elküldik őt a Földre a Diaz családhoz tanulás céljából, ahol Csillagnak be kell illeszkednie az emberi társadalomba, és meg kell küzdenie különböző szörnyekkel, akik el akarják venni a pálcáját. |
| Marco Diaz                      | Adam McArthur                                    | Markovics Tamás                                          | Átlagos, 14 éves fiú, aki Csillag legjobb barátja lesz és egyben partnere is az interdimenzionális kalandjaiban. Segíti Csillagot a gonosszal való küzdelemben. |
| Ludo                            | Alan Tudyk                                       | Szokol Péter                                             | Csillag ellensége Mewni-ről. Azt tervezi, hogy ellopja Csillag pálcáját, hogy átvegye az univerzum feletti hatalmat. |
| Pillangó király                 | Alan Tudyk                                       | Rosta Sándor                                             | Csillag apja és Mewni királya. Sok mindenben hasonlít a lányára: szabad szellemű, harcias, és néha kicsit gyerekes. Fiatalkori vezetékneve Johansen, a házassága során ő vette fel a felesége családnevét. Keresztneve River, ami folyót jelent. |
| Pillangó királynő               | Grey Griffin                                     | Ősi Ildikó                                               | Csillag szigorú, következetes, de valójában nagyon szerető és gondoskodó édesanyja, akinek feladata, hogy megfelelő trónörököst faragjon a lányából. A keresztneve Hold. |
| Jackie Lynn Thomas              | Grey Griffin                                     | Gulás Fanni                                              | Egy laza és menő gördeszkás lány, Marco szerelme, egészen óvodás kora óta. Egy ideig járnak Marcóval, de a harmadik évad közepén szakítanak, mert Marco szerelmes lesz Csillagba. A negyedik évad végén kiderül, hogy Jackie valójában biszexuális. |
| Glossaryk                       | Jeffrey Tambor (1-3. évad) Keith David (4. évad) | Kapácsy Miklós                                           | A Pillangó család hűséges szolgája, egy aprócska, varázserejű lény, aki Csillagnak segít, ha gondja akad a varázslásban vagy a pálcája használatában. |
| Ferguson                        | Nate Torrence                                    | Baráth István                                            | Marco barátai az iskolából, akik szívélyesen fogadják be Csillagot is a köreikbe. |
| Alfonzo                         | Matt Chapman                                     | Szalay Csongor                                           | Marco barátai az iskolából, akik szívélyesen fogadják be Csillagot is a köreikbe. |
| Tom Lucitor                     | Rider Strong                                     | Szabó Máté                                               | Egy forrófejű démon az alvilágból, Csillag ex-pasija. |
| Janna                           | Abby Elliot                                      | Csifó Dorina                                             | Egy laza stílusú, önfejű tinédzser, Csillag és Marco jóbarátja és osztálytársa. |
| Brittney Wong                   | Minae Noji                                       | Sipos Eszter Anna                                        | Egy gazdag, népszerű lány Marco iskolájában, a pompomcsapat vezetője, elég fennhéjázóan és lenézően viselkedik másokkal. Csillagot szándékosan Molylepke Csillagnak hívja. |
| Jeremy Birnbaum                 | Joshua Rush                                      | Nagy Gereben                                             | Egy tízéves fiú, Marco legfőbb riválisa a karate-óráin, mert előszerettel henceg arról, hogy a szülei bármit el tudnak neki intézni, amit csak akar. |
| Repülő Pónifej hercegnő         | Jenny Slate                                      | Kisfalvi Krisztina (1., 3-4. évad) Agócs Judit (2. évad) | Csillag legjobb barátja Mewni-ről, aki egy lebegő pónifej. Egyik tulajdonsága az, hogy szarkasztikus. Féltékeny Marco-ra, mert Csillag a legjobb barátjának nevezte. |
| Toffee                          | Michael C. Hall                                  | Jakab Csaba                                              | Egy emberszabású sárkánygyík, a Pillangó család legfőbb ellensége. Kezdetben Ludo-nak dolgozik, és segít neki megszerezni Csillag pálcáját, ám valódi, sötét szándékai is hamarosan felszínre kerülnek. |
| Mr. és Mrs. Diaz                | Artt Butler                                      | Varga Gábor                                              | Marco szülei, akik vendégül látják Csillagot, mialatt a Földön van. A keresztneveik Rafael és Angie. |
| Mr. és Mrs. Diaz                | Nia Vardalos                                     | Nádasi Veronika                                          | Marco szülei, akik vendégül látják Csillagot, mialatt a Földön van. A keresztneveik Rafael és Angie. |
| Varangy                         | Fred Tatasciore                                  | Bognár Tamás                                             | Ludo egykori bizalmasa, aki, miután Toffee átveszi Ludo seregének vezetését, otthagyja a szörnyeket, családot alapít, és összebarátkozik Csillaggal. |
| Ms. Skullnick                   | Dee Dee Rescher                                  | Réti Szilvia                                             | Csillag és Marco osztályfőnöke és matektanára, akit Csillag véletlenül trollá változtat. |
| Skeeves igazgató                | Jeff Bennett                                     | Pálfai Péter                                             | Marco iskolájának habókos igazgatója, aki nagy örömmel fogadja Csillagot a diákok között. |
| Hekapoo                         | Zosia Mamet                                      | Csuha Bori                                               | A Varázs Bizottság tagja, ő felel a dimenziók közti egyensúlyért, valamint ő készíti a dimenzionális ollókat, mely lehetővé teszi mások számára a dimenziók közti utazást. |
| Omnitraxus                      | Carl Weathers                                    | Borbiczki Ferenc                                         | A tér-idő kontinuum védelmezője, szintén a Bizottság tagja. Mivel túlságosan nagy ahhoz, hogy a saját dimenzióját elhagyja, így legtöbbször egy kristálygömbön keresztül érintkezik a Bizottság többi tagjával. |
| Rhombolus                       | Kevin Micheal Richardson                         | Törköly Levente                                          | A Varázs Bizottság tagja, aki saját dimenziójában kristálybörtönökbe zárja az univerzum bajkeverőit. |
| Mina Loveberry                  | Amy Sedaris                                      | Károlyi Lili                                             | Mewni leghíresebb harcosa, aki már több száz éves, ennek ellenére fiatalos, bátor, ugyanakkor háborodott elméjű is. Elvakultan gyűlöl minden szörnyet és feltett szándéka megszabadítani tőlük a birodalmat. |
| Miss. Förtelem/Pillangó Meteora | Jessica Walter                                   | Farkasinszky Edit                                        | Miss. Förtelem eredetileg a Szent Olga önfejű hercegnőknek fenntartott reformiskolája nevű hely igazgatója volt, amíg Marco és Csillag tönkre nem tették az iskolát, így azóta megszállottan üldözi őket, hogy bosszút álljon rajtuk. Később kiderül, hogy az igazi neve Meteora, ő Eclipsa lánya, és egy félig ember, félig szörny teremtmény. A harmadik évad végén visszaváltozik csecsemővé és rendes neveltetést kap az igazi szüleitől. |
| Pillangó Eclipsa                | Esmé Bianco                                      | Zakariás Éva                                             | Mewni egykori királynője, akit több mint 300 évvel ezelőtt kristálybörtönbe zártak, a királyság ellen elkövetett bűneiért. Később kiderül, hogy Eclipsa valójában egyáltalán nem gonosz, annak ellenére, hogy a "sötétség királynője" címet viseli. |
| Globgor                         | Jaime Camil                                      | Juhász Levente                                           | A szörnyek királya, Eclipsa szerelme, és későbbi férje, Meteora édesapja. Akarata szerint képes a méretét változtatni, illetve képes a tűzokádásra. Bár emberevő barbárként tartják számon, Globgor alapvetően egy szelíd és békés teremtés, aki mindennél jobban szereti a családját, és képes bármit megtenni a biztonságuk érdekében. |

## Epizódok
| Évad | Évad | Epizódok | Eredeti sugárzás  | Eredeti sugárzás     | Magyar sugárzás     | Magyar sugárzás    |
| Évad | Évad | Epizódok | Évadpremier       | Évadfinálé           | Évadpremier         | Évadfinálé         |
| ---- | ---- | -------- | ----------------- | -------------------- | ------------------- | ------------------ |
|      | 1.   | 13       | 2015. január 18.  | 2015. szeptember 21. | 2015. augusztus 16. | 2016. január 27.   |
|      | 2.   | 22       | 2016. július 11.  | 2017. február 27.    | 2016. december 23.  | 2019. február 24.  |
|      | 3.   | 21       | 2017. július 15.  | 2018. április 7.     | 2019. október 21.   | 2019. november 18. |
|      | 4.   | 21       | 2019. március 10. | 2019. május 19.      | 2020. január 6.     | 2020. február 19.  |

## Leadatlan epizódok
Azok az epizódok, melyeket Magyarországon a Disney Csatorna eredetileg nem adott le, valószínűleg a túl erős felnőttes utalások miatt lettek betiltva. Csak később kerültek képernyőre, módosított formában. A Csak barátok (Just Friends) című epizódban kivágták azt a részt, ahol azonos neműek csókolóznak. A Kobold-dog (Goblin Dog) című epizód LSD tripre emlékeztető szekvenciája is eltávolításra került a sorozat magyar kiadásában. A The Banagic Incident című epizódot több európai országban is betiltották, melynek okát nem fedték fel, de vélhetően akadtak benne olyan jelenetek, amelyekkel a csatorna nem tudott elszámolni a korhatárnak megfelelően. 

## TV film
A sorozat 3. évadának első négy részét az amerikai Disney Csatorna egy két órás tévéfilm keretében adta le The Battle for Mewni címen. A film 2017. július 15-én jelent meg először, később pedig külön epizódokra bontva július 20-án debütált.